# Psychologie de la santé
 (février 2017).
Si vous disposez d'ouvrages ou d'articles de référence ou si vous connaissez des sites web de qualité traitant du thème abordé ici, merci de compléter l'article en donnant les références utiles à sa vérifiabilité et en les liant à la section « Notes et références ».
La psychologie de la santé est une des sous-disciplines du champ de la psychologie, à l'interface entre psychologie et santé.

## Définition
Bruchon-Schweitzer en 1994 la définissait comme l'« étude des troubles psychosociaux pouvant jouer un rôle dans l’apparition des maladies et pouvant accélérer ou ralentir leur évolution. » S'intéressant autant aux causes qu'aux conséquences, qu'elles soient directes ou indirectes, la psychologie de la santé propose des méthodes et des solutions préventives ou curatives impliquant généralement des changements de comportements en matière de santé.
Recouvrant ou faisant appel à de nombreuses disciplines (psycho-neuro-immunologie, psychosomatique, psychodynamique, hygiène, traumatologie, toxicologie, psychopharmacologie, etc.), cette branche à la fois de la médecine et de la psychologie considère que la maladie résulte au moins en partie de causes psychosociales. Son intérêt est d'identifier les dimensions sociales, psychologiques et leurs répercussions biologiques, de manière à aider l'individu à trouver en lui et autour de lui des ressources pour faire face à la maladie et à adopter des comportements préventifs. Une de ses limites est une faible prise en compte de l'environnement de la personne.
Elle peut inclure une dimension épidémiologie, en étudiant certains facteurs individuels, sociaux, psychoaffectifs et d'environnement matériel, en jeu dans l’apparition et le développement des épidémies et pandémies.

## Domaines d'application
La psychologie de la santé propose des interventions pratiques dans différents domaines :
- le monde du travail (en appui à la médecine du travail) ;
- la médecine-chirurgie, souvent en milieu hospitalier. Cette clientèle (hospitalisée, dite « interne » ou ambulante, dite « externe ») est en effet aux prises avec des problématiques physiologiques souvent complexes, chroniques ou fatales (diabète, douleur chronique, problèmes cardio-vasculaires, dialyse, hémato-oncologie, troubles vasculaires, problèmes de fertilité...) très perturbantes pour la vie de couple, familiale, professionnelle et sociale. De nombreux problèmes physiologiques amènent souvent l'apparition des difficultés psychologiques voire psychiatriques (trouble de l'adaptation, dépression, réactions anxio-dépressives, délirium…) qui nécessitent une aide extérieure ;
- les institutions pour personnes âgées ;
- le soin et l'aide aux jeunes enfants, aux handicapés physiques ou mentaux, ou des traumatisés (souvent dans les institutions en accueillant) ;
- les services d’aide sociale et tous les domaines visant à améliorer la qualité de vie des malades, la relation soignants-soignés, l'observance thérapeutique, etc.
- tous les cas où il faut faciliter le processus d'adaptation à la maladie, travailler certains deuils, améliorer l'observance du traitement médical et paramédical et finalement réduire les comportements ou attitudes pouvant favoriser le maintien d'une symptomatologie délétère.

## Histoire de la psychologie de la santé
Le concept de « psychologie de la santé » serait né en 1976 dans un groupe de travail créé par l’Association américaine de psychologie. Elle a été théorisée et diffusée vers le milieu des années 1980 aux États-Unis et en Europe. 
Trois facteurs au moins ont permis son développement rapide : 
- un intérêt croissant pour d'une part la psychologie et les savoirs afférents et pour - d'autre part- les sciences de la vie ; la psychologie de la santé constituant un des ponts entre ces deux domaines.
- un intérêt économique : la prévention et la promotion des comportements et de styles de vie plus « sains » et « sûrs », la compréhension des facteurs salutogènes et protecteurs (Matarazzo, 84), permettent de fortement diminuer les frais de santé : sécurité sociale, etc.
- des changements dans les maladies dominantes et les causes de mortalité ; ils ont forcé les cliniciens à s’interroger sur les prédicteurs des maladies ; à s’intéresser aux déclencheurs, c’est-à-dire aux « stresseurs » de la vie quotidienne, à l’isolement social ou psychologique des sujets. De plus, les antécédents biomédicaux et sociodémographiques comme l’âge, le sexe, la situation familiale et professionnelle, etc. sont étudiés mais c’est essentiellement sur les antécédents psychosociaux que les recherches ont porté. 
Ainsi, deux grands styles de vie à risque ont été dégagés : 
le style A (personnes compétitives, impatientes, hostiles, agressives, hyperactives, etc.) a plus de probabilités de développer des maladies cardio-vasculaires, mais si ces facteurs jouent un rôle dans le déclenchement, ils les protègent par ailleurs, d’où la nécessité de prévention chez ces sujets ; 
le style C (fortes défenses pour parler de leurs émotions, les reconnaître, coopératives, se résignent, mauvaise perception du soutien social) serait prédictif de l’évolution d’un cancer, notamment le cancer du sein chez la femme (étude de Grossarth Maticek). 
On va aussi s’intéresser aux traits pathogènes de l’individu (dépression, anxiété-trait, névrosisme, affectivité négative, etc.) et aux traits immunogènes, par exemple l’optimisme, un lieu de contrôle interne, l’endurance psychique (Kobasa), le sens de la cohérence (Antonovski), l’affectivité positive, etc.

## Prise en charge
Le modèle intégratif et multifactoriel en psychologie de la santé de M. Bruchon-Schweitzer permet de comprendre que la prise en charge des patients va essentiellement se situer au niveau de leurs processus perceptivo-cognitifs : 
- dans ces modérateurs, on va donc se pencher en premier lieu sur la problématique de l’évaluation. Au niveau primaire, on trouve le stress perçu ; il va s’agir pour le psychologue de savoir comment le sujet évalue la situation, à quel point elle déborde ses ressources et menace son bien-être. Lazarus et Folkman ont dégagé trois manières d’appréhender le stress perçu : vécu comme une menace pour l’intégrité psychique et corporelle, une confrontation à une perte irrémédiable ou encore appréhendé comme un défi ;
- dans l’évaluation secondaire, on s’intéresse au contrôle perçu, qui peut être informationnel, comportemental et/ou décisionnel. Cette notion est liée à celle de l’auto-efficacité développée par Bandura qui désigne le sentiment d’efficacité personnelle et qui représente une variable modératrice clef au niveau du changement. Notons enfin que l’expérience de Seligman a permis de développer la notion de résignation apprise lors de stresseurs incontrôlables, avec en lien la dépression ;
- dans l’évaluation, on s’intéresse également au soutien social réel, mais surtout perçu, c’est-à-dire à l’ensemble des relations interpersonnelles d’un individu qui lui procure un lien affectif (le rôle du partage des émotions est très important), une aide pratique, lui donne des informations sur la situation menaçante. L’effet direct du soutien social perçu va être la moindre propension de conduites à risque, et des effets indirects, notamment sur la modération de l’état de détresse à l’annonce ou au vécu de la maladie ;
- enfin, on peut relever dans ce modèle l’évaluation émotionnelle de l’anxiété-état de l’individu.

D’autre part, le psychologue va être amené à repérer quelles stratégies d’ajustement déploie le sujet. Le coping est défini par Lazarus comme « l’ensemble des efforts cognitifs et comportementaux destinés à maîtriser, réduire ou tolérer les exigences internes ou externes qui menacent ou dépassent les ressources d’un individu ». Deux grands types de coping ont pu être relevés : le coping centré sur le problème (recherche d’informations, planification d’actions) c’est-à-dire faire des efforts cognitifs et comportementaux pour modifier la situation et le coping centré sur l’émotion qui tente de réduire la tension émotionnelle : par évitement, distraction, résignation, etc.
Si on ajoute à ces modérateurs le fonctionnement de divers systèmes physiologiques, on peut appréhender l’activité du sujet qui joue un rôle tampon sur les issues somatiques, qui correspondent à la fois à l’état de santé physique de l’individu, mais aussi à son état de santé comportemental, émotionnel et cognitif (bien-être subjectif, qualité de vie, satisfaction, etc.), ce qui semble essentiel pour une meilleure prise en charge du malade. 

### Traitement de la douleur
L’étude de la douleur a pris son essor ces dernières années[Quand ?] en psychologie de la santé. Définie par Merkley et al. comme « une expérience sensorielle et émotionnelle déplaisante, associée à un dommage réel ou potentiel des tissus, ou décrits en les termes d’un dommage ». 
Le psychologue va donc s’intéresser à la dimension affectivo-émotionnelle, à la douleur exprimée dans ses rapports avec la gravité des dommages et aux modulateurs de l’intensité de la douleur.
Le modèle du Gate Control en trois composantes reprend ces données essentielles : on va s’intéresser à la composante sensori-motrice (sensations), à la sphère affectivo-émotionnelle et enfin à la composante cognitive et comportementale c’est-à-dire le sens, l’explication, l’interprétation, la amnésie des expériences passées que l’individu donne à sa douleur et toutes les manifestations verbales et non verbales. Le travail va donc résider en la compréhension des styles d’apprentissage liés aux émotions, la réinterprétation des symptômes pour requalifier la douleur, connaître les circonstances d’apparition de la douleur afin d’appréhender les enjeux pour le patient et la situation, car si on agit sur l’un des portillons, on fait bouger aussi les autres.
C’est dans cette lignée qu’a été établie l’analyse fonctionnelle de la douleur chronique. Cet outil d’analyse des comportements, propre aux TCC, permet de poser une hypothèse de travail qui se répétera régulièrement à des moments différents afin d’évaluer l’efficacité des thérapeutiques :
- spécifier le ou les comportements à modifier ;
- d’évaluer dans quelles conditions le comportement problème a été acquis et maintenu ;
- d’apprécier l’évolution du comportement ciblé pour la prise en charge ;
- d’orienter la stratégie de traitement.

En considérant le comportement douloureux comme n’importe quel autre comportement qui répond aux règles et principes d’apprentissage, le modèle de Cosyns et Vlaeyen propose d’explorer cinq aspects dans la prise en charge :
- le lieu de contrôle de la douleur et les attributions ;
- les cognitions erronées ;
- les attentes thérapeutiques ;
- les facteurs émotionnels ;
- les répercussions dans la vie quotidienne.